# 房屋净值贷款
房屋净值贷款是借款人以所拥有住房的房屋淨值（房产估值减去房贷债务余额）作为抵押或担保获得的贷款。 以住房的净值为抵押的“第二贷款”融资类型有多种，房屋净值贷款是其中较为常见的一种。